# Accertamento tributario
L'accertamento tributario, secondo la legge italiana, è il complesso degli atti della pubblica amministrazione volti ad assicurare l'attuazione delle norme impositive.

## Natura e caratteristiche dell'attività
L'attività di accertamento delle imposte da parte degli uffici finanziari ha carattere meramente eventuale, essendo prevista nel nostro sistema l'autoliquidazione dei tributi più importanti da parte del contribuente stesso, tramite l'istituto della dichiarazione. Gli uffici intervengono quindi soltanto per rettificare le dichiarazioni risultate irregolari o nel caso di omessa presentazione delle stesse.
Si tratta di una tipica attività amministrativa, il cui fine è indicato all'art. 53 Cost. con la necessità di garantire che tutti contribuiscano alle spese pubbliche in ragione della loro capacità contributiva.
In particolare si evidenziano i seguenti caratteri tipici dell'attività amministrativa:
- il potere dell'ufficio di modificare unilateralmente la posizione giuridica del contribuente con l'emissione di atti (in genere avvisi di accertamento o di rettifica), idonei a diventare definitivi se non tempestivamente impugnati dal contribuente;
- il potere di riesaminare l'atto, nonché modificarlo o annullarlo in presenza di vizi, anche dopo che esso sia diventato definitivo: si discute se si tratti di mera facoltà o se, almeno nei casi di vizi più gravi e manifesti, si tratti di un vero e proprio dovere nel rispetto del principio di buon andamento e imparzialità dell'Amministrazione (art. 97 Cost.);
- il potere di ottenere l'esecuzione dell'atto anche senza l'intervento dell'autorità giudiziaria: gli atti non impugnati vengono infatti iscritti a ruolo, consentendo l'inizio della procedura di riscossione coattiva.

Tuttavia non vi è dubbio che si tratti di attività amministrativa di tipo vincolato, priva cioè della discrezionalità amministrativa tipica della P.A. Tale circostanza, che consegue ai fondamentali principi di indisponibilità anche per l'ufficio dell'obbligazione tributaria e del credito per lo Stato che ne deriva, vieta di prendere in esame altre situazioni (es. difficoltà del debitore, incertezza della norma) ed impone di recuperare interamente l'imposta evasa.
Il decreto legge 30 settembre 1994 n. 564, convertito dalla legge 30 novembre 1994 n. 656, è intervenuto alleggerendo le rigidità che caratterizzavano l'attività di accertamento, in particolare con alcune misure come la limitazione testuale della responsabilità patrimoniale del funzionario che per dolo o colpa grave commetta errori nell'applicazione o nell'interpretazione di norma tributarie, e la possibilità espressa (prima desumibile dai principi generali) di annullare d'ufficio gli atti illegittimi o infondati.

## Procedimento e soggetti competenti
È necessaria una netta distinzione tra la fase di raccolta degli elementi probatori e la fase di rettifica della dichiarazione (o di accertamento d'ufficio nei casi di omessa presentazione).
La prima fase può essere svolta indifferentemente dagli uffici dell'Agenzia delle entrate o dalla Guardia di Finanza.
Essa prevede l'utilizzo dei seguenti poteri istruttori:
- inviti ai contribuenti a fornire dati o notizie, inclusa l'esibizione delle scritture contabili obbligatorie;
- invio di questionari con richiesta di restituirli firmati e compilati (possono anche riguardare notizie nei confronti di altri contribuenti);
- richieste ad altre amministrazioni dello Stato, nonché a notai ed altri pubblici ufficiali per gli atti in loro possesso;
- riscontro con i dati trasmessi all'Anagrafe tributaria, quali dichiarazioni, atti registrati ecc..;
- richiesta al contribuente o direttamente agli intermediari finanziari, di dati, notizie e documenti sui rapporti intrattenuti o su operazioni effettuate (tali richieste devono essere preventivamente autorizzate dal direttore regionale o dal direttore centrale accertamento dell'Agenzia delle Entrate o dal comandante regionale della Guardia di Finanza);
- accessi, ispezioni e verifiche dei luoghi nei quali il contribuente svolge la propria attività;
- notizie trasmesse da altri enti quali INPS, SIAE, Agenzia delle Dogane, ecc..

Le attività istruttorie, specie quelle della Guardia di Finanza, ma anche le attività presso la sede del contribuente svolte dall'ufficio, sono riassunte nel cosiddetto processo verbale di constatazione, che descrive le operazioni compiute e le eventuali violazioni riscontrate.
La fase finale del procedimento di rettifica è invece di esclusiva competenza dell'ufficio dell'Agenzia delle entrate competente in base al comune di residenza del contribuente al momento della presentazione della dichiarazione (cosiddetto domicilio fiscale).
In ogni caso, l'atto impositivo è sottoscritto, a pena di nullità, dal direttore dell'ufficio o da altro funzionario da lui delegato alla firma.
In generale non è prevista l'inutilizzabilità delle prove illegittimamente acquisite, a differenza di quanto previsto nel diritto penale. Tuttavia la Corte di cassazione ha più volte stabilito il divieto di usare elementi acquisiti in violazione di diritti costituzionali (ad esempio mediante accessi in abitazioni non autorizzati).
Inoltre la Polizia Giudiziaria trasmette agli uffici, previa autorizzazione del pubblico ministero, i dati e le notizie di interesse fiscale dei quali essa o le altre forze di polizia sono venute a conoscenza nel corso di indagini disposte dalla magistratura. In tali casi, la stessa si avvale di tutti i poteri previsti dal codice di procedura penale e può quindi procedere a intercettazioni, sequestri, perquisizioni ed interrogatori, ad esempio.

## L'accertamento relativo alle imposte dirette
La materia dell'accertamento relativo alle imposte dirette è disciplinata dal D.P.R. 29 settembre 1973, n. 600 ed in particolare dal Titolo IV corrispondente agli articoli 31-45 del decreto.

### Accertamento dei redditi delle persone fisiche
Per l'accertamento in rettifica del reddito complessivo delle persone fisiche è, di regola, imposta l'identificazione delle singole categorie reddituali che lo compongono, e delle deduzioni o detrazioni non spettanti (art. 38). La rettifica può avvenire, oltre che sulla base di elementi certi a disposizione dell'ufficio, anche utilizzando presunzioni semplici purché gravi, precise e concordanti (deve cioè trattarsi di più elementi noti che, secondo la comune esperienza, presentano un'alta probabilità circa l'esistenza del fatto ignoto da dimostrare ovvero il reddito). Il contribuente può comunque fornire prova contraria.
In alcuni casi, l'ufficio può eccezionalmente determinare il reddito complessivo del contribuente, prescindendo dalle categorie reddituali (art. 38, 4° comma, cosiddetto accertamento sintetico):
- se il contribuente non ha risposto agli inviti o ai questionari inviati dall'ufficio, ai sensi dell'art. 32;
- se sulla base del possesso di beni noti all'ufficio (es. barche, auto di lusso ecc..) può presumersi un reddito superiore di almeno un quinto al dichiarato e per almeno due periodi d'imposta consecutivi. Con provvedimenti amministrativi (cosiddetto "redditometro") sono stati stabiliti per alcune categorie di beni, i redditi presumibili per i loro possessori. Tuttavia l'ufficio può riferirsi anche ad altri beni, purché motivi adeguatamente il legame tra il loro possesso e il reddito presunto. Se il riferimento è ad incrementi patrimoniali (es. acquisti di immobili), si presume che essi concorrano al reddito per un quinto nell'anno in corso e nei quattro precedenti.

Il reddito così determinato costituisce una presunzione legale, con inversione dell'onere della prova in capo al contribuente, che dovrà dimostrare la provenienza del denaro da redditi esenti o soggetti a ritenute. È consentito provare che il denaro deriva da finanziamenti o smobilizzi patrimoniali.
Si noti che secondo la giurisprudenza, l'accertamento sintetico del reddito non costituisce un procedimento di carattere straordinario e pertanto, l'utilizzabilità dello stesso, qualora ne ricorrano i presupposti di legge, è rimessa alla discrezionalità degli uffici che possono farvi ricorso, in special modo nei casi in cui ritengano impossibile o comunque difficoltoso ricondurre a specifiche categorie il reddito che essi intendono accertare. Deve conseguentemente escludersi che la legittimità di tale procedimento sia subordinata all'impossibilità di procedere all'accertamento analitico o che comunque debba essere supportata da specifica motivazione.
Quando non viene presentata la dichiarazione (o viene presentata una dichiarazione nulla), l'ufficio può determinare il reddito, anche in modo sintetico, sulla base delle notizie a sua disposizione, anche riferendosi a presunzioni prive dei requisiti di gravità, precisione e concordanza.

### Accertamento dei redditi dei soggetti obbligati a tenere le scritture contabili
Relativamente ai soggetti obbligati alla tenuta delle scritture contabili (imprenditori, società commerciali, enti commerciali e non commerciali, lavoratori autonomi) l'accertamento in rettifica della dichiarazione deve essere, di regola, formulato secondo criteri analitici, per identificare le singole componenti del maggior reddito accertato (art. 39, 1° comma) ed avviene nei seguenti casi:
- se gli elementi indicati nella dichiarazione non corrispondono a quelli del bilancio, del conto economico o del rendiconto;
- se non sono state rispettate le disposizioni in materia di determinazione del reddito d'impresa;
- se l'incompletezza, la falsità o l'inesattezza degli elementi indicati nella dichiarazione risultano in modo certo e diretto dai verbali e dai questionari inviati ai contribuenti stessi o dalle dichiarazioni dei sostituti d'imposta oppure dall'ispezione delle scritture contabili e dalle altre verifiche condotte dall'ufficio sulle scritture contabili medesime, nell'ambito dei poteri di controllo che la legge attribuisce all'amministrazione finanziaria
- e l'incompletezza, la falsità o l'inesattezza degli elementi indicati nella dichiarazione risulta dalle verifiche fatte ai sensi dell'art. 33, anche in base a presunzioni semplici purché gravi, precise e concordanti.

L'ufficio può determinare, peraltro, il reddito in modo puramente induttivo sulla base di dati comunque venuti a sua conoscenza, con facoltà di prescindere dalla risultanze contabili e persino di avvalersi di presunzioni semplici, ancorché non gravi, precise e concordanti, quando:
- il reddito d'impresa o professionale non sia stato indicato nella dichiarazione (e quindi, a maggior ragione, nel caso di omessa dichiarazione);
- il contribuente non abbia tenuto o abbia sottratto le scritture obbligatorie, ovvero queste non siano disponibili per causa di forza maggiore, ovvero siano state sottratte all'ispezione o ne sia stata rifiutata l'esibizione;
- le violazioni accertate nei modi previsti dagli art. 32 e 33 (ovvero tramite inviti, questionari, esame di documenti e verifiche) o le irregolarità formali delle scritture contabili, sono nel loro complesso così gravi da rendere inattendibile la contabilità;
- il contribuente non ha risposto agli inviti o questionari inviati dall'ufficio.

In tali casi, l'ufficio può avvalersi dei metodi che ritiene più opportuni per determinare il reddito del contribuente, purché sia adeguatamente motivato il ricorso al metodo induttivo e il metodo usato (ad es. applicazione di un certo margine di ricarico alla merce acquistata e venduta ecc..)
Quando l'accertamento ha a oggetto redditi prodotti in forma associata (è il caso, oltreché delle società di persone, cui sono equiparate quelle di armamento, delle società di fatto, delle associazioni professionali), ha effetto anche relativamente all'imposta personale dovuta dai soci o associati, cui il reddito di partecipazione viene, per il cosiddetto principio di trasparenza, distintamente imputato pro quota.

## L'accertamento in materia di IVA
Gli artt. 51-57 del D.P.R. 26 ottobre 1972 n. 633 prevedono che l'ufficio proceda alla rettifica della dichiarazione annuale presentata dal contribuente quando ritiene che ne risulti un'imposta inferiore a quella dovuta, ovvero un'eccedenza detraibile o rimborsabile superiore a quella spettante.
La rettifica ai sensi dell'art. 54 può derivare dal confronto tra la dichiarazione e i registri Iva, oppure dal controllo delle fatture e di altre scritture contabili. È ammesso l'uso di presunzioni, purché gravi precise e concordanti. Possono essere utilizzate una serie di presunzioni legali. In particolare si presumono ceduti in evasione d'imposta i beni che non si trovano nei locali dell'impresa e di cui non è registrata la cessione. Si presumono acquistati in evasione d'imposta i beni che si trovano presso l'impresa, ma di cui non è registrato l'acquisto. Il DPR 441/1997 consente di vincere queste presunzioni tramite appositi registri (ad es. per beni di terzi in deposito, in lavorazione presso terzi ecc..).
La rettifica può anche avvenire senza ispezione della contabilità, se l'irregolarità risulta da un controllo su altri contribuenti (cosiddetto controllo incrociato: ad es. durante un controllo su Tizio risulta che Tizio ha acquistato merce da Caio senza pagamento dell'imposta; si potrà procedere alla rettifica anche della dichiarazione di Caio).
In alcuni casi è consentito l'accertamento induttivo dell'imposta dovuta (art. 55):
- quando è omessa la dichiarazione annuale;
- se sono state sottratte all'ispezione o non tenute le scritture contabili obbligatorie;
- se risultano non emesse un numero rilevante di fatture o non sono state conservate o né è stata rifiutata l'esibizione ai verificatori;
- se le irregolarità sono così gravi e ripetute da far ritenere inattendibile la contabilità;

In tali casi l'ufficio procede anche per presunzioni semplici a determinare l'imponibile e l'aliquota applicabile in base alle notizie a sua disposizione. È consentita la sola detrazione dei versamenti fatti e delle imposte a credito risultanti dalle liquidazioni periodiche.

## Avvisi di accertamento per imposte dirette e Iva
Un importante principio, che presiede all'accertamento è quello della unitarietà: solo in determinate ipotesi è consentito far luogo all'ulteriore aumento dell'imponibile.
Ai fini delle imposte dirette l'art. 43 c. 3 DPR 600/1973, disciplina il cosiddetto accertamento integrativo che consente di accertare un reddito maggiore per sopravvenuta conoscenza di nuovi elementi. L'atto deve tuttavia indicare specificamente gli elementi sopravvenuti che lo giustificano.
L'art. 41 bis consente tuttavia di accertare soltanto il maggior reddito risultante dall'accesso, ispezione, verifica o segnalazione o comunque dai dati dell'anagrafe tributaria, senza pregiudizio per l'emissione di ulteriori accertamenti e senza esaminare l'intera posizione fiscale del contribuente nell'anno d'imposta. Il cosiddetto accertamento parziale è ormai divenuto applicabile in quasi tutte le circostanze e consente di emettere ulteriori atti (eventualmente anche altri accertamenti parziali) senza l'obbligo di dimostrare nuovi fatti sopravvenuti. Analoghe ipotesi si rinvengono in materia di Iva, laddove l'accertamento integrativo è disciplinato dall'art. 57 c. 4 DPR 633/1972 e quello parziale dall'art. 54 c. 5 dello stesso decreto.
Gli accertamenti vanno notificati ai contribuenti entro il 31 dicembre del quinto anno successivo a quello in cui è stata presentata la dichiarazione; in caso di omessa presentazione della dichiarazione, l'avviso può essere notificato fino al 31 dicembre del settimo anno successivo (art. 57 per l'Iva e 43 per le imposte dirette). L'avviso deve essere motivato con indicazione specifica, a pena di nullità, degli errori, delle omissioni e delle false o inesatte indicazioni su cui è fondata la rettifica e dei relativi elementi probatori.
La notifica deve avvenire secondo le disposizioni dell'art. 60 DPR 600/1973 o laddove non è prevista una specifica norma, secondo le norme del codice di procedura civile (art. 137 e seguenti).

## Accertamento nell'imposta di registro
In materia di imposta di registro, l'accertamento ha funzione diversa poiché l'imposta è liquidata direttamente dall'ufficio prima della registrazione dell'atto stesso (anche se è prassi che il contribuente provveda prima di recarsi all'ufficio al pagamento dell'imposta in autoliquidazione, l'ufficio deve negare la registrazione di atti per i quali l'imposta versata sia inferiore al dovuto).
In alcuni casi (es. locazioni pluriennali di immobili) è ammesso il versamento dell'imposta solo per la prima annualità in sede di registrazione. L'ufficio provvede quindi con avviso di liquidazione (un atto analogo all'accertamento nelle imposte dirette o nell'Iva), qualora alla scadenza prevista non sia versata l'imposta delle annualità successive.
Allo stesso modo si provvede quando dal controllo successivo è risultato che l'imposta dovuta era superiore a quella liquidata, per errori dell'ufficio. Quando un atto da registrare in termine fisso (vedi tariffa parte prima DPR 131/1986) non è stato registrato, l'art. 15 DPR 131/1986 prevede la registrazione d'ufficio, previa emissione di avviso di liquidazione nei confronti dei soggetti obbligati.
Circostanza diversa è la rettifica del valore dei beni ai sensi dell'art. 51. Tale norma, precisa che se il prezzo dichiarato nell'atto è inferiore al cosiddetto valore venale in comune commercio (valore di cessione di beni simili), l'ufficio rettifica il valore limitatamente ai soli diritti su immobili o aziende e liquida la maggiore imposta. Alla rettifica non si procede se il prezzo è comunque superiore al valore derivante dall'applicazione di appositi moltiplicatori alla rendita catastale.
Tuttavia, dapprima con la legge 266/2005 (finanziaria per il 2006) e poi con il D.L. 223/2006, è stata fortemente estesa l'attività di rettifica dell'ufficio sul valore di trasferimento degli immobili. La norma dispone infatti che solo per gli immobili ad uso abitativo e loro pertinenze, acquistati da persone fisiche non imprenditori, non si procede mai alla rettifica del prezzo dichiarato, se le parti optano per questo nuovo regime. In questo caso, la tassazione avviene in ogni caso sul valore risultante dalle rendite catastali con applicazione dei moltiplicatori, con assoluta irrilevanza del prezzo di vendita che deve comunque essere dichiarato in atto.